# Inna Romanowa
Inna Romanowa, ros. Инна Романова (z domu Dubinka [Дубинка], ur. 19 kwietnia 1975) – białoruska szachistka, reprezentantka Ukrainy do 2001, arcymistrzyni od 1997 roku.

## Kariera szachowa
W 1991 r. zdobyła w Guarapuavie brązowy medal mistrzostw świata juniorek do 16 lat. W 1996 r. podzieliła II miejsce (za Ludmiłą Zajcewą, wspólnie z m.in. Jekatieriną Kowalewską i Tatjaną Miełamied) w memoriale Ludmiły Rudienko w Sankt Petersburgu. W 1999 r. wystąpiła w rozegranym w Ałuszcie turnieju strefowym, nie zdobyła jednak awansu do dalszego etapu rywalizacji o tytuł mistrzyni świata. W 2001 r. zdobyła srebrny, a w 2002 r.brązowy medal indywidualnych mistrzostw Białorusi. W 2005 r. podzieliła III miejsce (za Tatianą Kostiuk i Oksaną Wozowik, wspólnie z Awą Sulejmanową) w Charkowie, natomiast w 2008 r. w kolejnym turnieju rozegranym w tym mieście podzieliła I miejsce (wspólnie Aliną Kaszlinską)
Najwyższy ranking w karierze osiągnęła 1 lipca 2001 r., z wynikiem 2327 punktów zajmowała wówczas 1. miejsce wśród białoruskich szachistek.